# Сосенський
Сосенський — місто (з 1991) в Калузькій області, засноване в 1952 році у в зв'язку з розробкою шахт в підмосковному вугільному басейні.

## Історія
Засноване як шахтарське селище в 1952 році. У перше літо 1952 року було побудовано два фінських будинки, чотири бараки, невеликий магазин, лазня, хлібопекарня, їдальня.
У серпні 1953 року було відкрито середню школу. Працювала вечірня школа робітничої молоді. У 1957 році в селищі відкривається гірничо-будівельний вечірній технікум. Паралельно з будівництвом шахт, в п'ятдесят шостому році будується клуб «Гірник», поліклініка, а роком пізніше будинок побуту.
До початку 1980-х верхні шари покладів вугілля виробилися. Наприкінці вісімдесятих шахти стали закриватися.
Друге життя селищу дав наказ міністра машинобудування від 11 липня 1968 року «Про будівництво філії Московського заводу науково-дослідного інституту автоматики та приладобудування». Будівництво почалася з навчального корпусу ПТУ, а з 1973 року в цехах стали встановлювати виробниче обладнання і пройшов перший набір студентів в училищі. 15 вересня 1975 року виходить наказ міністра загального машинобудування про утворення заводу як самостійної юридичної особи. Завод був орієнтований на випуск продукції оборонного характеру і товарів народного споживання. За рахунок приїжджих з усіх куточків СРСР фахівців, населення Сосенського збільшилася в кілька разів. Будувалися нові мікрорайони, відкривалися дитячі садочки. У грудні 1986 року було здано в експлуатацію культурно-спортивний комплекс «Прометей», а в 1987 році відчинила двері друга школа.
У 1991 році присвоєно статус міста.

## Фізико-географічна характеристика
Місто розташоване на сході Козельського району, в межах Середньо-Руської височини, що є частиною Східно-Європейської рівнини, на висоті 220 м над рівнем моря. Рельєф місцевості рівнинний. З усіх боків селище оточене лісами. В межах міста беруть початок струмки, що впадають в річку Пісочна (притока Жиздра).
По автомобільній дорозі відстань до адміністративного центру Калузької області міста Калуга становить 81 км, до районного центру міста Козельськ — 13 км, до найближчої залізничної станції Шепелєва — 5 км.
Згідно класифікації кліматів Кеппена місто знаходиться в зоні вологого континентального клімату з помірно холодною зимою і нежарким літом. Середньорічна норма опадів — 635 мм, середньорічна температура повітря — 4,8 С.
У місті, як і на всій території Калузької області, діє московський час.